# Umm as-Sardż asz-Szamali
Umm as-Sardż asz-Szamali (arab. أم السرج الشمالي) – wieś w Syrii, w muhafazie Hims. W 2004 roku liczyła 659 mieszkańców.